# ブレッサノーネ
ブレッサノーネ（イタリア語: Bressanone; ドイツ語: Brixen ブリクセン）は、イタリア共和国トレンティーノ＝アルト・アディジェ州ボルツァーノ自治県にある、人口約23,000人の基礎自治体（コムーネ）。県内ではボルツァーノ、メラーノに次いで第3位のコムーネ人口を有する。
人口の3分の2が母語をドイツ語とする。歴史的、芸術的、文化的、経済的、社会的、行政的にイザルコ渓谷（Eisacktal）の地域共同体の主都である。

## 名称
「ブレッサノーネ」という名はおそらくケルト語に由来する。ブレシアの同項目を参考にされたし。

## 地理

### 位置・広がり
ボルツァーノ自治県中部のコムーネである。ブレッサノーネの市街は、県都ボルツァーノの北東約34km、インスブルックの南南東約64km、州都トレントの北北東約83kmに位置する。ブレンナー峠（イタリアとオーストリアの国境）は、ブレッサノーネから北北西へ約34kmの距離にある。

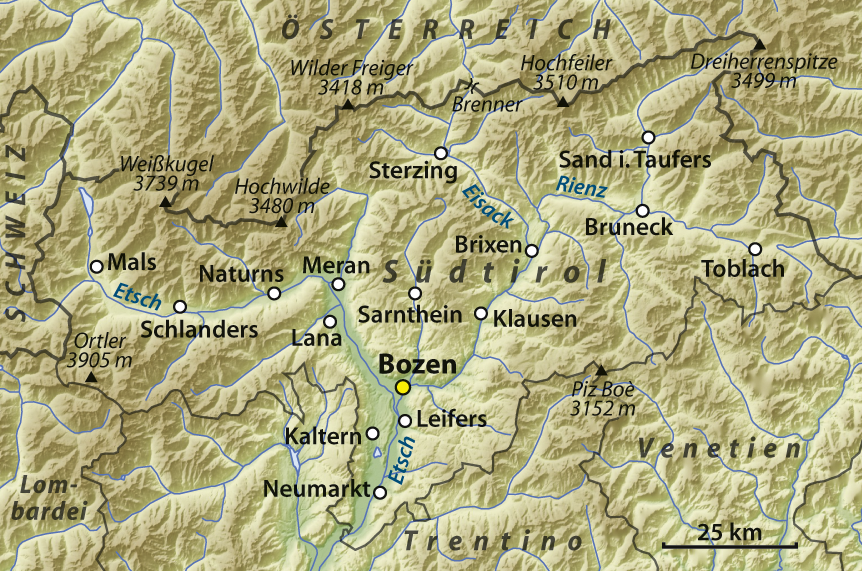
ボルツァーノ/南チロル自治県地図（地名はドイツ語表記）

#### 隣接コムーネ
隣接するコムーネは以下の通り。
- ヴァルナ - 北
- ナツ＝シャーヴェス - 北
- ルゾーン - 北東
- サン・マルティーノ・イン・バディーア - 東
- フーネス - 南
- ヴェルトゥルノ - 西

### 地勢
ブレッサノーネの市街は、イザルコ川に流れ込むリエンツァ川の河畔にあり、標高約560mの谷底に位置する。東にはモンテ・テレグラフォ(標高2504m)、西にはチーマ・カーネとモンテ・パスコロ(2439m)がそびえる。

## 歴史
901年に創設され長い間教会の勢力下にあった。
街はティロルで最も古い。
ボルツァーノ＝ブレッサノーネ司教区の司教座がボルツァーノと共にある。

## 行政

### 分離集落
ブレッサノーネには以下の分離集落（フラツィオーネ）がある。
- Albes/Albeins, Caredo/Karneid, Cleran/Klerant, Cornale/Korneid, Elvas, Eores/Afers, La Mara/Mahr, Meluno/Mellaun, Perara/Pairdorf, Pinzago/Pinzagen, S.Andrea/St.Andrä, Scezze/Tschötsch, S.Leonardo/St.Leonhard, Tecelinga/Tötschling, Tiles/Tils, Costa d'Elvas/Kranebitt, Monte Ruzzo/Schrambach, Sarnes/Sarns

## 住民

### 言語
| 言語集団調査（2011年） | 言語集団調査（2011年） | 言語集団調査（2011年） | 言語集団調査（2011年） | 言語集団調査（2011年） |
| ---------------------- | ---------------------- | ---------------------- | ---------------------- | ---------------------- |
|                        |                        |                        |                        |                        |
| ドイツ語               | ドイツ語               |                        | 72.82%                 | 72.82%                 |
| イタリア語             | イタリア語             |                        | 25.84%                 | 25.84%                 |
| ラディン語             | ラディン語             |                        | 1.34%                  | 1.34%                  |

2011年に行われた、住民がドイツ語・イタリア語・ラディン語のいずれの「言語集団」に属するかの調査によれば（ボルツァーノ自治県#言語集団調査参照）、約73％がドイツ語話者、約26％がイタリア語話者であった。ラディン語話者も約1%存在する。

## 交通
5km北(Bressanone Val Pusteria/Brixen-Pustertal)と8km南(Chiusa/Klausen)でブレンネロ高速道路が横切る。駅には全ての列車が停車する。

## 人物

### 著名な出身者
- ラインホルト・メスナー - 登山家・冒険家・作家。

## 姉妹都市・友好都市
- レーゲンスブルク、ドイツ
- ブレッド、スロヴェニア
- Marquartstein、ドイツ
- マントヴァ、イタリア
- ハル、オーストリア
- ハヴリーチクーヴ・ブロト、チェコ